# Marten Eibrink
Marten Eibrink (Oldebroek, 14 juli 1941 – Epe, 10 mei 2005), projectontwikkelaar afkomstig van de Noord-Veluwe, was van 1982 tot eind 1989 voorzitter van betaald voetbalvereniging PEC Zwolle '82. Eibrink was multimiljonair en onder meer verantwoordelijk voor de ontwikkeling van de meubelboulevard in Zwolle en kocht in 1971 het Dolfinarium Harderwijk.
Onder Eibrinks eigenzinnige leiding werden door middel van forse investeringen grote spelers naar Zwolle gehaald, onder wie Cees van Kooten, Johnny Rep en Piet Schrijvers ('De Bolle van Zwolle', later 'Het lek van PEC'). Eibrink redde in 1982 het betaald voetbal voor Zwolle, door een schuldenlast van 3 miljoen gulden over te nemen. Na zijn aantreden veranderde hij de naam van PEC Zwolle in PEC Zwolle '82. Ook veranderde Eibrink de organisatievorm van de club en ging hij het stadion aan de Ceintuurbaan exploiteren. In de praktijk was hij eerder eigenaar van de club dan voorzitter. Aan het begin van de jaren tachtig was PEC Zwolle '82 een heuse subtopper in de eredivisie. Eibrink liet tribunes bouwen achter beide doelen (Noord en Zuid). Halverwege de jaren tachtig ging het steeds minder, omdat veel sponsors de club de rug toekeerden, mede door de grote macht die Eibrink binnen de club had.
Marten Eibrink stond bekend als een voorzitter 'van het volk'. Het liefst stond hij met een PEC-sjaaltje om tussen de gewone supporters. Omdat PEC Zwolle '82 seizoen na seizoen in de rode cijfers eindigde, ondanks de spelersinvesteringen van Eibrink, stapte de voorzitter uiteindelijk op na de degradatie van PEC uit de eredivisie in 1989. Ook Eibrinks mening dat hij onvoldoende medewerking kreeg van de gemeente Zwolle, onder meer bij de bouw van een nieuwe tribune, droeg eraan bij dat hij teleurgesteld opstapte als voorzitter en geldschieter van PEC Zwolle '82. Datzelfde jaar werd PEC Zwolle '82 failliet verklaard, als eerste club in Nederland.
Opnieuw redde Eibrink hierna het betaald voetbal voor Zwolle, door de club een miljoenenschuld aan hem kwijt te schelden. Zijn opvolger, Gaston Sporre, kon hierdoor een doorstart van het betaald voetbal in Zwolle maken. Sporre maakte in 1990 een doorstart onder de nieuwe naam FC Zwolle. De clubkleuren veranderden van groen-wit naar blauw-wit. In Zwolle is de algemene opinie dat de stad zonder Marten Eibrink geen betaaldvoetbalclub meer binnen de poorten zou hebben, ondanks de stugge, eigenwijze en absolutistische manier waarop hij de club leidde.
Op 10 mei 2005 overleed de vermogende oud-voorzitter. Hij leidde een teruggetrokken bestaan sinds zijn vertrek bij PEC Zwolle '82 en wilde niets meer met betaald voetbal te maken hebben.
In het nieuwe stadion van PEC Zwolle is er een tribune naar Eibrink vernoemd. De supporters mochten stemmen naar wie de tribunes werden vernoemd, maar Eibrink hoefde niet mee te doen omdat die zeker een tribune zou krijgen. De "harde kern" van PEC Zwolle bevindt zich op die tribune. De tribunenaam wordt ook wel afgekort met M.E.